# Jules Labéeu
Jules Adolf Eugeen Labéeu (ur. 18 lutego 1885 w Zottegem, zm. 15 czerwca 1969 w Brukseli) – belgijski gimnastyk, medalista olimpijski.
W 1920 r. reprezentował barwy Belgii na letnich igrzyskach olimpijskich w Antwerpii, zdobywając srebrny medal w wieloboju drużynowym. 